# Gare de Voreppe
La gare de Voreppe est une gare ferroviaire française de la ligne de Lyon-Perrache à Marseille-Saint-Charles (via Grenoble), située sur le territoire de la commune de Voreppe, dans le département de l'Isère, en région Auvergne-Rhône-Alpes.
C'est une gare voyageurs, sans guichet, de la Société nationale des chemins de fer français (SNCF), desservie par des trains TER Auvergne-Rhône-Alpes.

## Situation ferroviaire

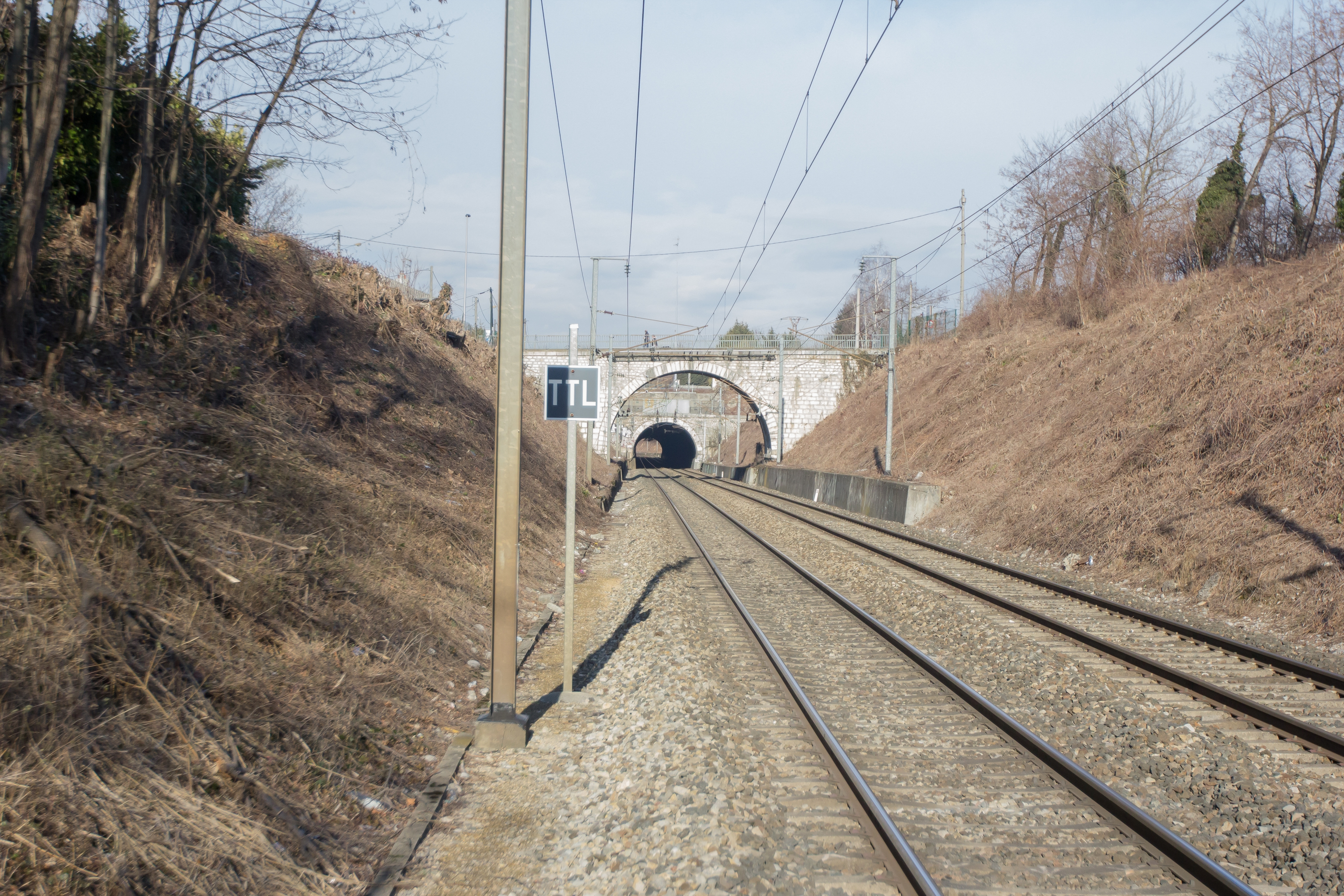
L'entrée Sud du tunnel de Voreppe vue depuis la gare.

Établie à 200 mètres d'altitude, la gare de Voreppe est située au point kilométrique (PK) 117,422 de la ligne de Lyon-Perrache à Marseille-Saint-Charles (via Grenoble), entre les gares ouvertes de Moirans et de Saint-Égrève-Saint-Robert. En direction de Saint-Égrève, s'intercale la gare fermée des Chartreux.
La gare se situe à environ 200 m au Sud du tunnel de Voreppe d'une longueur de 350 m.

## Histoire

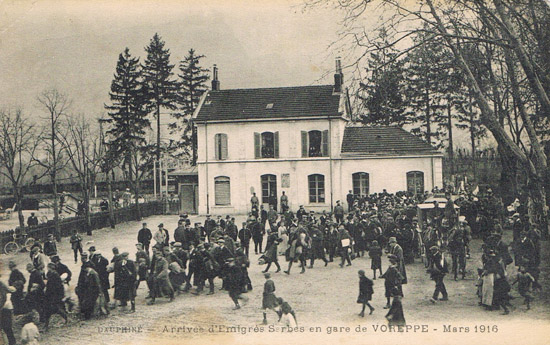
La gare de Voreppe en mars 1916.

## Service des voyageurs

### Accueil
Gare SNCF, elle dispose d'un bâtiment voyageurs, avec salle d'attente et relais toilettes, néanmoins le guichet est fermé. Elle est équipée d'automates pour l'achat de titres de transport TER.

### Desserte
Voreppe est desservie par des trains TER Auvergne-Rhône-Alpes de la relation de Saint-André-le-Gaz ou Rives à Grenoble (ou Grenoble-Universités-Gières).

### Intermodalité
Un parc pour les vélos (48 places en consigne collective et accroches vélos en libre accès) et un parking pour les véhicules y sont aménagés.
Elle est desservie par des autobus du réseau du pays voironnais et des autocars Cars Région Isère.

Installations de la gare.
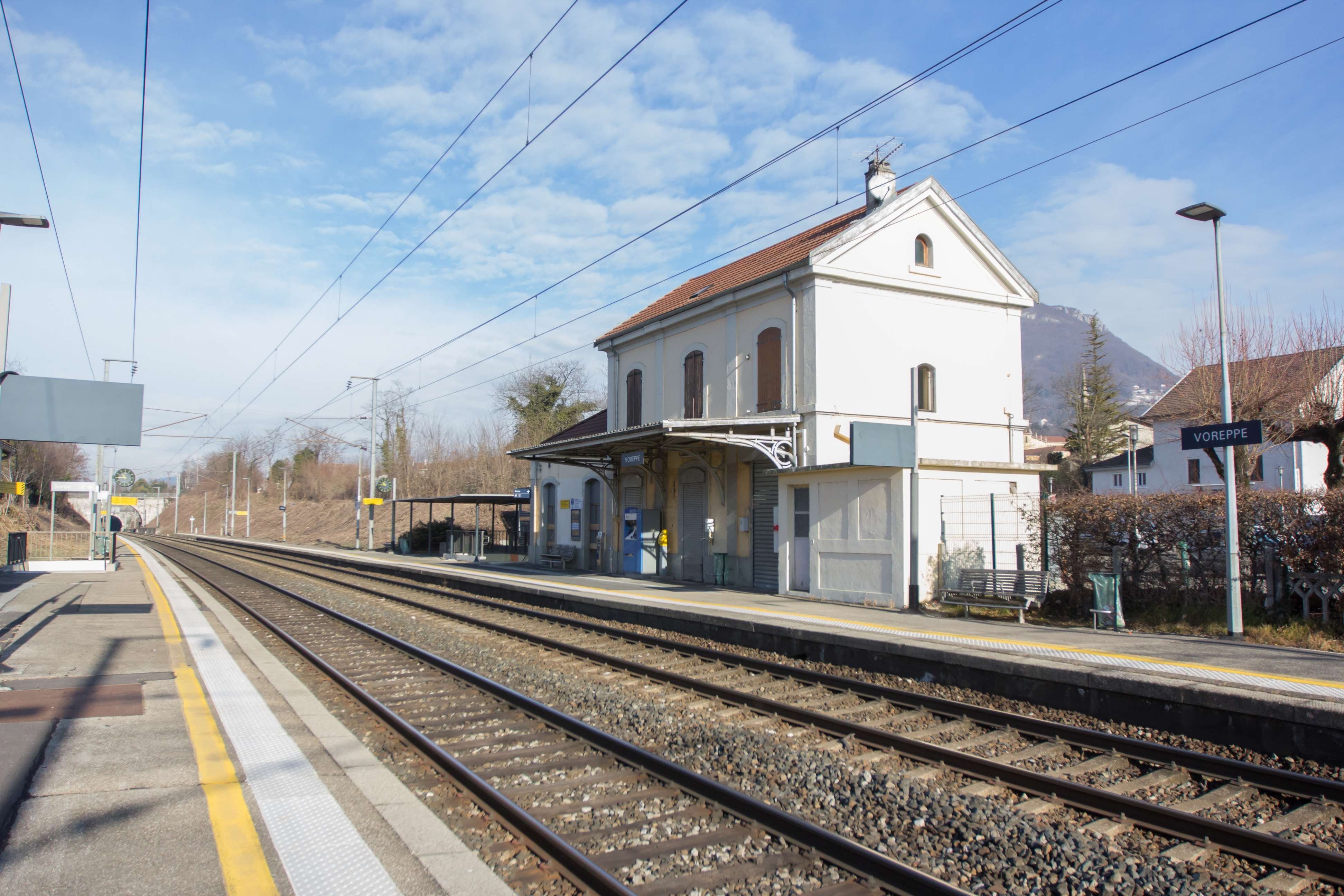
L'intérieur de la gare vu depuis le sud.
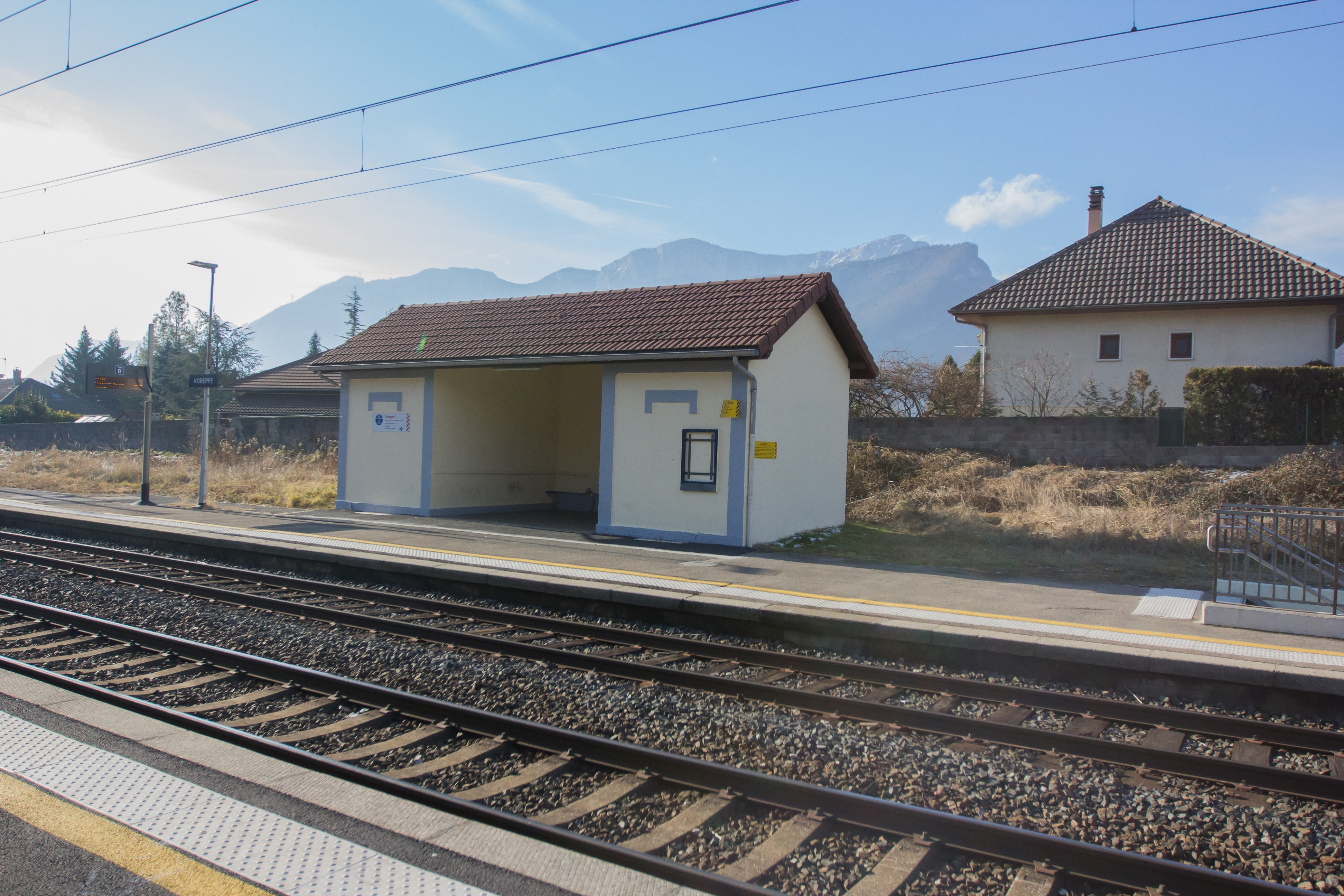
L'abri voyageurs du quai B.
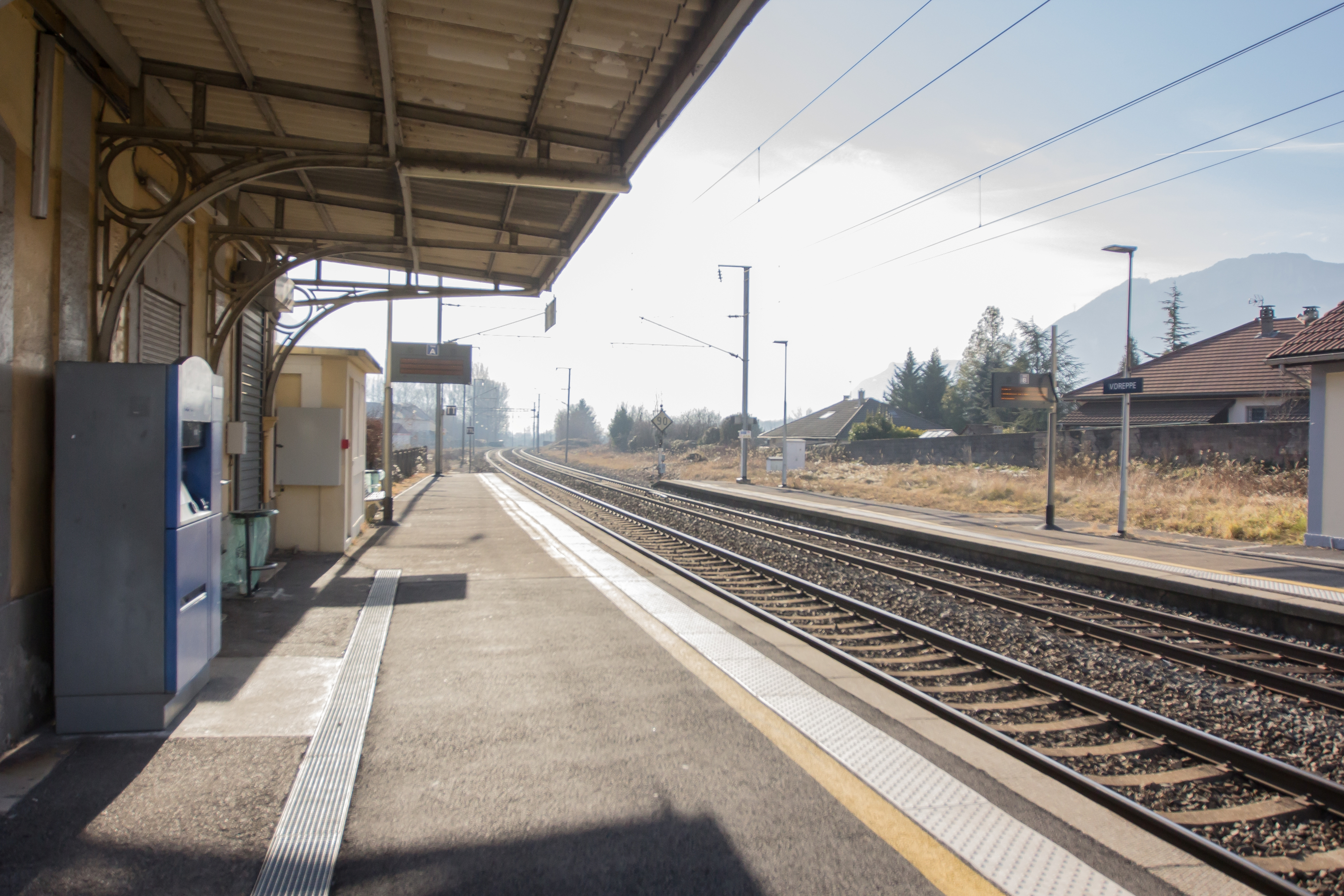
Vue des voies en direction de Grenoble.